# Zăbala (Putna)
Zăbala (u svom gornjem toku također: Zăbăluța) je desni pritoka rijeke Putne u Rumunjskoj. Izvor mu je u gorju Vrancea, blizu izvora Putna, Bâsca Mare i Ghelința. Protječe kroz općine Nereju, Spulber, Paltin, Năruja. Ulijeva se u Putnu u blizini Valea Sării. Duljina joj je 68 km, a površina porječja 544 km2.

## Pritoci
Sljedeće rijeke su pritoci rijeke Zăbale:
- Lijevi: Arișoaia, Măcrișu, Palcău, Țipăul Mare, Petic, Năruja
- Desni: Mârdanu, Goru, Căbălașu, Giurgiu, Zârna Mare, Zârna Mică